# Альпинистский союз Республики Сербской
Альпинистский союз Республики Сербской (серб. Планинарски савез Републике Српске) — организация, занимающаяся развитием альпинизма на территории Республики Сербской. Штаб-квартира располагается в городе Фоча по адресу: улица Петра Кочича, дом 2. Союз является полноправным членом Спортивного союза Республики Сербской и сотрудничает с Министерством по делам семьи, молодёжи и спорта Республики Сербской. Основан 6 июня 1996 года.
Указом Президента РС Райко Кузмановича от 6 июля 2009 во время празднования Видовдана, дня воинской славы Вооружённых сил Республики Сербской Альпинистский союз Республики Сербской за особые заслуги в развитии альпинизма награждён Орденом Негоша II степени.

## Деятельность
Альпинистский союз Республики Сербской занимается организацией соревнований по альпинизму и развитием этого спорта в стране, а также управлением всех членов (обществ и клубов), входящих в союз. Он также отвечает за следующие действия:
- Управление деятельностью горных проводников
- Деятельность Лиги Республики Сербской в альпинистском ориентировании
- Обучение альпинистов
- Обучение специалистов Горной службы спасения
- Обучение спортивному ориентированию
- Утверждение туристических маршрутов в регистре
- Ежегодные экспедиции альпинистов Республики Сербской
- Слёт альпинистов
- Горные походы

### Виды спорта
Альпинистский союз занимается развитием непосредственно самого альпинизма, горнолыжного спорта, горного спортивного ориентирования, горного туризма (в том числе обычного времяпрепровождения на природе), сохранением и популяризацией горной природы, популяризацией спортивного скалолазания, горного бега и горного велоспорта, отметкой туристических маршрутов, обслуживанием зданий в высокогорной местности, соблюдением альпинистской этики.

## Структура
Финансирование осуществляется по большей части из бюджета Республики Сербской и в меньшей степени за счёт членских взносов. Президент — Любиша Араманда, секретарь — Игор Джукич, начальник — Жарко Крсманович. К структуре Альпинистского союза относятся: Скупщина, Совет, комитет управления, комитет наблюдения, Совет отделений, руководство и отдел кадров. Также есть специальные службы: Горная спасательная служба, Служба проводников Альпинистского союза и Служба специалистов по ориентированию.

## Альпинистские общества
- Адреналин (Теслич)
- Требевич (Источно-Сараево)[1]
- Спортивное общество «Трескавица» (Трново)[2]
- Гора (Баня-Лука)[3]
- Козара (Баня-Лука)[4]
- Экологическое общество «Видик» (Мрконич-Град)[5]
- Чичак (Челинац)[6]
- Механизам (Котор-Варош)[7]
- Экологическое общество «Маевица» (Биелина)[8]
- Вучьи Зуб (Требине)[9]
- Волуяк (Гацко)[10]
- Зеленгора (Фоча)[11]
- Вук (Добой)[12]
- Озрен-Кралица 883 (Петрово)[13]
- Спортивный клуб «Паук-Приедор» (Приедор)[14]
- ВИДЕТА (Србац)[15]
- Экологическое общество «Рисовац» (Лопаре)[16]
- Экологическое общество «АЦЕР» (Власеница)[17]
- Спортивное общество «Пеция» (Козарска-Дубица)[18]
- Клековача (Приедор)[19]
- Столац (Вишеград)
- Спортивное общество «Превия» (Баня-Лука)
- Спортивное общество «Лелия» (Калиновик)
- Спортивное общество «Виторог» (Шипово)